# Myriozotisis heatherae
Myriozotisis heatherae is een zachte koraalsoort uit de familie Isididae. De koraalsoort komt uit het geslacht Myriozoisis. Myriozotisis heatherae werd in 1998 voor het eerst wetenschappelijk beschreven door Alderslade. 